# Udești
Udești là một xã thuộc hạt Suceava, România. Dân số thời điểm năm 2002 là 7220 người.